# Estadio Tomás Adolfo Ducó
Das Estadio Tomás Adolfo Ducó ist ein Stadion in der argentinischen Hauptstadt Buenos Aires im Stadtteil Parque Patricios. Es bietet Platz für 48.314 Zuschauer und dient dem Verein CA Huracán als Heimstätte.

## Geschichte

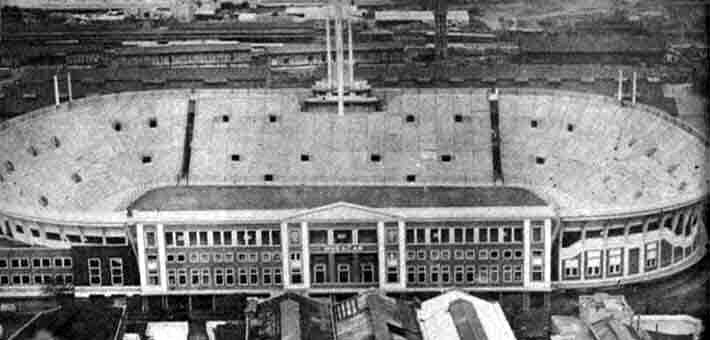
Das Stadion im Jahr 1949

Das Estadio Tomás Adolfo Ducó in Buenos Aires, der Hauptstadt Argentiniens und mit fast drei Millionen Einwohnern auch zugleich größten Stadt des Landes, wurde zwischen 1941 und 1949 erbaut und am 11. September 1949 eröffnet. Zum ersten offiziellen Spiel im neuen Stadion trafen sich der zukünftige Nutzerverein, der Fußballclub CA Huracán, und der uruguayische Serienmeister CA Peñarol aus Montevideo zu einem Freundschaftsspiel, das von Huracán mit 4:1 gewonnen wurde. Bereits vor diesem Spiel gab es eine inoffizielle Eröffnung des Estadio Tomás Adolfo Ducó, als Huracán in diesem Stadion mit 4:3 gegen die Boca Juniors gewann. Seitdem nutzt CA Huracán das Stadion als Austragungsort für Heimspiele im Fußball. Der Verein wurde bis heute einmal argentinischer Meister. 1973 gewann man unter Führung von César Luis Menotti die einzige Meisterschaft der Vereinsgeschichte. Aktuell spielt CA Huracán in der zweiten argentinischen Liga, der Primera B Nacional, nachdem in der abgelaufenen Saison (Clausura 2011) der letzte Platz in der Primera División belegt wurde und man absteigen musste.
Das Estadio Tomás Adolfo Ducó ist benannt nach Tomás Adolfo Ducó (1901–1964), einem argentinischen Militär und ehemaligen Präsidenten von CA Huracán. Als Ehrung für seine Verdienste beschloss die Stadt Buenos Aires 1939, ein Stadion für seinen Verein mit dem Namen von Ducó zu errichten. Heutzutage bietet das Estadio Tomás Adolfo Ducó Platz für 48.314 Zuschauer. Allerdings ist das Stadion nur selten gefüllt, da es nur eines von vielen großen in Buenos Aires ist und Huracán, das derzeit nicht zu den besten Mannschaften im argentinischen Fußball zählt, auch nicht so viele Anhänger mobilisieren kann.
Im Jahre 2007 wurde das Estadio Tomás Adolfo Ducó von der argentinischen Regierung zu einem historischen Bauwerk ernannt, was begründet wurde durch besondere Architektur und die Tatsache, dass man in diesem Stadion das Spiel von allen Orten aus gut verfolgen könne. Weiterhin ist das Estadio Tomás Adolfo Ducó bekannt für eine gute Akustik. Hier wurden auch schon viele Live-Alben aufgezeichnet, beispielsweise eines der argentinischen Hardrockband La Renga. 2010 verwendete der Regisseur Juan José Campanella das Stadion als Handlungsort in seinem Film In ihren Augen. Der Streifen wurde bei der Oscarverleihung 2010 als bester fremdsprachiger Film ausgezeichnet.